# عزازيل (فلم)
عزازيل فيلم مصري درامي، يحكي قصة الشيطان مع الإنسان، من إخراج أمير شاكر وتأليف أحمد أبوهيبة. وهو من إنتاج فور شباب

## قصة الفيلم
تدور احداث الفيلم حول الشيخ محمد ريحان الذي يموت في بداية الفيلم ويوصي تلامذته بأن يبقوا فيه 30 يوما ويحاول الشيطان ان يوقع بهم في المعصية وينجح مع ثلاثة منهم في أول الفيلم ثم يعودون لرشدهم في النهاية

## تمثيل
- كمال أبو رية: عزازيل
- هادي الجيار: الدكتور إبراهيم
- ماهر عصام: عمر، طالب جامعي
- شادي سرور: حسان، صاحب ورشة
- حمادة بركات: سالم، محاسب
- مصطفى درويش: البرينجي
- ماهر سليم
- محمد ريحان: الشيخ